# Aslaug Vaa
Aslaug Vaa, née le 25 août 1889 et morte le 25 novembre 1965, est une écrivaine, poétesse et dramaturge norvégienne.

## Biographie
Née à Vinje, originaire d'une famille de paysans, elle déménage à Kviteseid dans le comté de Telemark à l'âge de trois ans. Ses parents sont très influencés par les anciennes traditions norvégiennes. Après ses examens du secondaire passé à Kristiania en 1905, elle entre à l'Université d'Oslo en Lettres classiques puis part étudier la psychologie pendant un an à la Sorbonne entre 1928 et 1929 et fait également un stage à Berlin,. En 1929, elle étudie l'art dramatique expressionniste et le théâtre expérimental. Elle étudie également sous la direction de Wilhelm Reich.
Vaa fait ses débuts littéraires à l'âge de 45 ans en 1934 avec son recueil de poèmes, Nord i leite qui alterne entre les vers libres et coupes métriques, souvent sous forme de sonnets. Ses poèmes touchent à l'écoféminisme, à la critique de la civilisation et à l'amour. Elle est une pionnière de la poésie lyrique féminine en nynorsk. Son dernier recueil, Munkeklokka, s'inspire du folklore norvégien du Haut Moyen Âge, adapté l'époque actuelle ainsi que de la vie populaire de sa région natale,. Certains de ses poèmes sont aussi érotiques et psychologiques.
Dans les années 1950 et 1960, elle est correspondante pour le journal norvégien Arbeiderbladet, Verdens Gang et Dagbladet.
À partir de 1955, elle reçoit le Statens kunstnerlønn (no), qui est une subvention donnée par le gouvernement norvégien à des auteurs. En 1963, elle reçoit le premier Ønskediktprisen.
Elle meurt à Oslo le 28 novembre 1965.

## Vie privée
Elle épouse le philologue et psychanalyste Ola Raknes en 1911. Ils ont cinq enfants et divorcent en 1938. Ses filles sont la photographe Anne Raknes (no) et l'essayiste Magli Elster (en) et sont petit-fils est Jon Elster.
Son frère est le sculpteur et peintre Dyre Vaa.

## Œuvres

### Poésies
- Nord i leite, 1934
- Skuggen og strendan, 1935
- Villarkonn, 1936
- På vegakanten, 1939
- Fotefár, 1947
- Skjenkarsveinens visur, 1954
- Bustader, 1963

### Pièces de théâtre
- Steinguden. Skuespill i fem akter, 1938
- Tjugendagen. Eit spel i fem bilete frå livet i ei bygd for omlag hundre år sea, 1947
- Honningfuglen og leoparden, 1965
- Munkeklokka, 1966

## Hommages
- Les musiciens norvégiens Øyonn Groven Myhren et Odd Nordstoga ont mis en musique le cycle de poèmes « Nivelkinn » issu de sa première anthologie en 2001. En 2002, ils reçoivent le Spellemannprisen 2002 (no) pour leur album[1].